# Gustavo Barros Schelotto
Gustavo Barros Schelotto (La Plata, 4 maggio 1973) è un allenatore di calcio ed ex calciatore argentino, di ruolo centrocampista, vice allenatore del Vélez Sarsfield.

## Biografia
È fratello di Guillermo Barros Schelotto e zio di Bautista Barros Schelotto anch'essi calciatori professionisti.

## Carriera
Uscito dal sistema giovanile del Gimnasia La Plata insieme al gemello Guillermo, Barros Schelotto ha seguito la carriera del fratello nel Boca Juniors (vinse 3 campionati argentini e il double Copa Libertadores-Coppa Intercontinentale nel 2000), prima di trasferirsi con il compagno di squadra Martín Palermo al Villarreal. In Spagna Gustavo non riuscì a sfondare, quindi tornò in Argentina firmando con il Racing Club di Avellaneda, dove vinse il campionato Apertura 2001 e rimase fino al 2002. Nel 2004 tornò brevemente al Gimnasia, per poi cercare fortuna in Perù all'Alianza Lima e nel Puerto Rico Islanders, dove si è ritirato nel 2006.

## Palmarès

### Competizioni nazionali
- Campionato argentino: 4

Boca Juniors: Apertura 1998, Clausura 1999, Apertura 2000
Racing Club: Apertura 2001
- Copa Centenario de la AFA: 1

Gimnasia La Plata: 1993

### Competizioni internazionali
- Coppa Libertadores: 1

Boca Juniors: 2000
- Coppa Intercontinentale: 1

Boca Juniors: 2000